# Edificio Torre Caupolicán
El edificio Torre Caupolicán (también llamado edificio Caupolicán) es un edificio de la ciudad de Temuco, Chile, ubicado en avenida Caupolicán N.º 110, en la principal arteria de la ciudad.
Fue el primer gran inmueble en altura de Temuco. Su construcción culminó a finales de la década de 1970, convirtiéndose en el ícono de la urbe en la década de 1980. Cuenta con 97 departamentos habitacionales, 21 oficinas y 8 locales comerciales.
En el piso 21, está ubicada la comandancia del cuerpo de bomberos. Además, parte del mismo piso fue arrendado a Canal 13, que desde ahí emitía el noticiero central para la Región de La Araucanía, con una vista privilegiada de la ciudad.
En la década de 1990, dejó de ser la edificación más alta de Temuco, al inaugurarse la Torre Campanario, ubicada en pleno centro de la ciudad.
Este edificio fue fuertemente golpeado por el terremoto de Chile del 27 de febrero de 2010 (que en Temuco fue percibido con una intensidad de VIII grados Mercalli), pero dio pruebas de su firme construcción al resultar sin ningún daño estructural a pesar de su gran altura y sus cuatro décadas de antigüedad.[cita requerida]